# 海通證券
海通證券股份有限公司 ，（簡稱海通證券或海通），前身是上海海通證券公司，成立於1988年，曾经是中國最早成立的證券公司之一。公司主營證券的代理及自營買賣，代理證券開戶、利息、保管、鑒證、銷售、投資諮詢等服務。2001年，公司改制為股份有限公司。2007年，公司透過借殼在上海證券交易所上市，2025年被国泰君安证券公司吸收合并。

## 历史
1988年9月，公司前身上海海通證券公司成立，当时是交通银行上海分行下属机构，注册资本3500万元。
1994年前，随着证券市场的发展，交通银行在全国各地的分行陆续组建证券营业部，但只隶属于各地分行。
1994年9月，在中国银行业必须实行“银证分离”的大环境下，交通银行把其设在全国各地分行的证券营业部划入海通证券，并于28日重组为海通證券有限公司，此时注册资本10亿元，属于全国性证券公司，隶属于交行总行。
1999年8月28日，交通银行与上海市人民政府签订转让协议，将其旗下非银行类金融公司（包括海通证券）正式转由上海市国资委经营，此后海通证券一直为上海市国资所控制。
2001年，改制為股份有限公司。
2003年，海通證券與法國巴黎銀行合資成立了海富通基金公司，法巴持有海富通基金49%的的股份。
2007年，海通證券透過借殼（上海市都市农商社股份有限公司，都市股份）在上海證券交易所上市。
2011年12月，海通證券在香港進行公開招股，集資最多130億港元。海通證券原計劃在12月15日在香港交易所主板上市，但由於市況波動而延遲上市。
2012年4月，海通證券再在香港進行公開招股，招股價介乎10.48至11.18元，集資最多138億港元，是次招股價上下限均高過去年招股時的9.38至10.58元。海通證券同時引入11名基礎投資者，共認購45.24億元的股份，包括大新金融、王守業、及思佰益等。
2012年7月，海通證券獲中證監批准，設立全資證券資產管理子公司上海海通證券資產管理，經營證券資產管理，註冊資本10億元人民幣。
2012年9月26日，海通證券持有27.775%的富國資產管理在香港设立富国资产管理(香港)有限公司
2013年9月25日，海通證券通過全資控股子公司海通國際控股有限公司以7.15億美元(約55.77億港元)收購美國德州太平洋投資集團(TPG)所持恒信金融集團有限公司100%的股權,實現間接控制恒信金融集團在中國大陸擁有的恒信、泛圓、恒運三家子公司。
2014年12月8日，海通證券通過全資控股子公司海通國際控股有限公司以以3.79億歐元（約36億港元）收購Novo Banco旗下投資銀行業務部門葡萄牙聖靈投資銀行（Banco Espírito Santo de Investimento，簡稱BESI），惟仍須待中證監及葡萄牙監管機構等核准。
2021年7月24日，中国证券监督管理委员会发布《2021年证券公司分类结果》，其中海通证券被评为BBB级，较2020年的AA级有明显下降。
2024年9月5日，国泰君安发布公告，宣布与海通证券合并。10月15日，上海市人民政府同意两公司的合并重组。完成合并后，海通证券A、H股于2025年3月4日终止交易。2025年3月16日，国泰君安发布公告表示，原海通证券客户及业务将迁移至国泰海通，另外海通证券客服热线95553将于2025年4月7日并入国泰君安客服热线95521，原95553热线将适时停用。

## 連結
- 海通證券股份有限公司 （页面存档备份，存于）